# Elafonissos
Elafonissos (tiếng Hy Lạp: ?) là một khu tự quản ở vùng Peloponnesos, Hy Lạp. Khu tự quản Elafonissos có diện tích 20 km², dân số theo điều tra ngày 18 tháng 3 năm 2001 là 746 người.